# Kayleigh McEnany

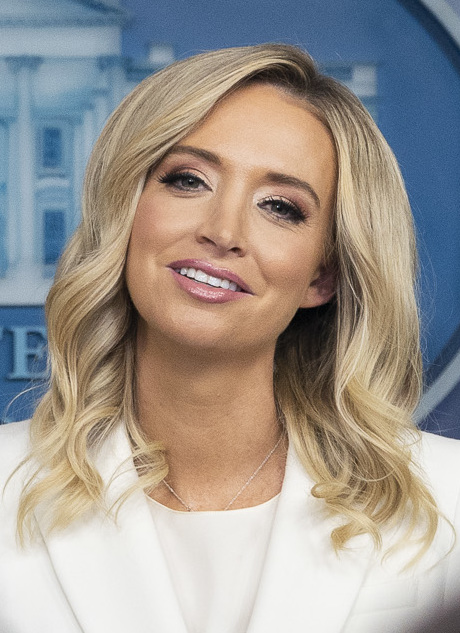
Kayleigh McEnany (2020)

Kayleigh McEnany [ˈkeɪli ˈmækənɛni] (* 18. April 1988 in Tampa, Florida) ist eine US-amerikanische Juristin, Kommentatorin und Moderatorin.
Zwischen dem 7. April 2020 und dem 20. Januar 2021 war sie als Nachfolgerin von Stephanie Grisham die Pressesprecherin des Weißen Hauses.
Sie war die vierte Person in diesem Amt seit dem Amtsantritt von Präsident Donald Trump im Jahr 2017. Sie nahm die regelmäßigen Pressekonferenzen der US-Regierung mit der WHCA, die unter Sarah Sanders aufgegeben worden waren, wieder auf. Seit März 2021 und dem Ende ihrer Tätigkeit als Pressesprecherin für die Regierung von Donald Trump arbeitet sie als On-Air-Kommentatorin für den Sender Fox News.

## Leben
McEnany besuchte die Academy of the Holy Names, eine private katholische Schule in Tampa in West-Florida und studierte anschließend Internationale Beziehungen an der Georgetown University in Washington, D.C. Nach ihrem Bachelor of Science in Foreign Service (BSFS) arbeitete sie zunächst drei Jahre als Produzentin der Mike Huckabee Show. Dann nahm sie in Miami ein Jurastudium auf. Nachdem sie dort im ersten Jahr zu den besten 1 % ihres Jahrgangs gehört hatte, wechselte sie an die Harvard Law School und erlangte dort ihren Abschluss.
Sie arbeitete als Journalistin und Kommentatorin u. a. für CNN. Während des Präsidentschaftswahlkampfes 2016 engagierte sie sich als Kommentatorin stark für den republikanischen Kandidaten Donald Trump.

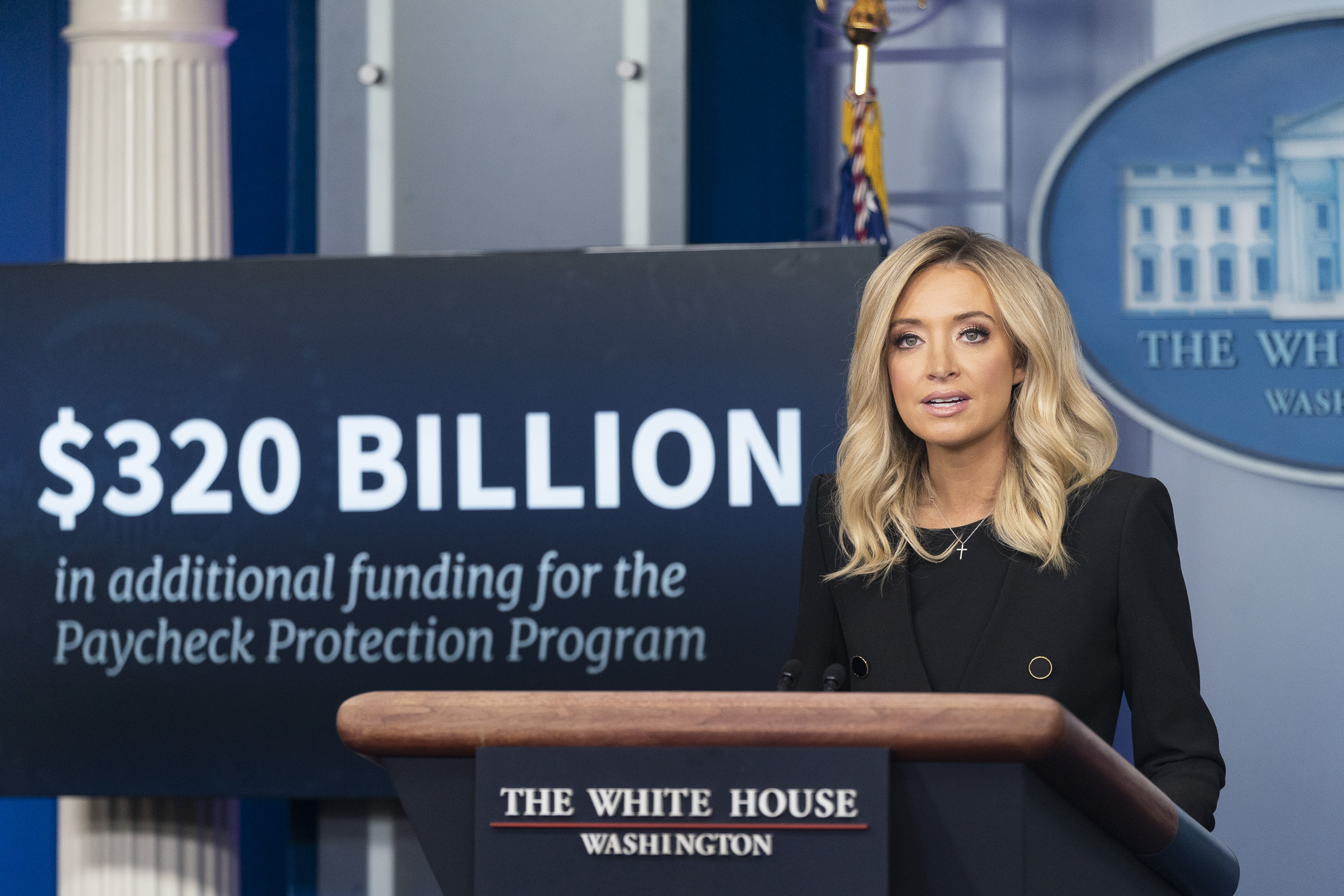
Kayleigh McEnany bei ihrer ersten Pressekonferenz im Weißen Haus

Ab August 2017 moderierte sie Real News, eine Video-Sendereihe auf Trumps offizieller Facebook-Seite. Am 7. August 2017 benannte sie das Republican National Committee als zukünftige Pressesprecherin.
Am 19. Februar 2019 kündigte die Wiederwahlkampagne von Präsident Trump an, McEnany als nationale Pressesprecherin anzuheuern.
Am 7. April 2020 wurde durch das Weiße Haus bekanntgegeben, dass die bisherige Pressesprecherin des Weißen Hauses, Stephanie Grisham, ihren Posten verlassen und durch McEnany ersetzt werde. Am 1. Mai hielt McEnany die erste Pressekonferenz einer Pressesprecherin des Weißen Hauses seit über einem Jahr ab. Sie versicherte den Journalisten, dass sie sie nie anlügen werde. Noch nach dem Ende ihrer Tätigkeit im Weißen Haus erklärte sie, dass sie als fromme Frau, Mutter eines Babys, und Absolventin der besten Universitäten nie gelogen habe. Die Presse warf ihr unter anderem Unwahrheiten bezüglich des Herunterspielens der COVID-19-Pandemie in den Vereinigten Staaten durch den Präsidenten, zu sexuellem Fehlverhalten, und zu Trumps Wahlniederlage 2020 vor.
Anfang Oktober 2020, wenige Tage nach dem positiven Covid-19-Test Donald Trumps und einer Reihe seiner engen Vertrauten, wurde auch McEnany positiv auf das Coronavirus getestet. Am 19. Oktober nahm sie wieder an einer Wahlkampfveranstaltung des Präsidenten in Prescott in Arizona teil.
Nach dem Ende von Trumps Amtszeit im Januar 2021 war Kayleigh McEnany bei Fox News Channel tätig. War sie zunächst Kommentatorin, wurde McEnany bald Co-Moderatorin der Nachmittagssendung Outnumbered. Kurz nachdem Tucker Carlson entlassen worden war, wurde ihr ab dem 8. Mai 2023 die Moderation von Fox News Tonight für eine Woche angeboten, zur alten Sendezeit von Tucker Carlson Tonight.
Kayleigh McEnany ist seit November 2017 mit dem Profi-Baseballspieler Sean Gilmartin verheiratet, mit dem sie eine gemeinsame Tochter hat.

## Positionen

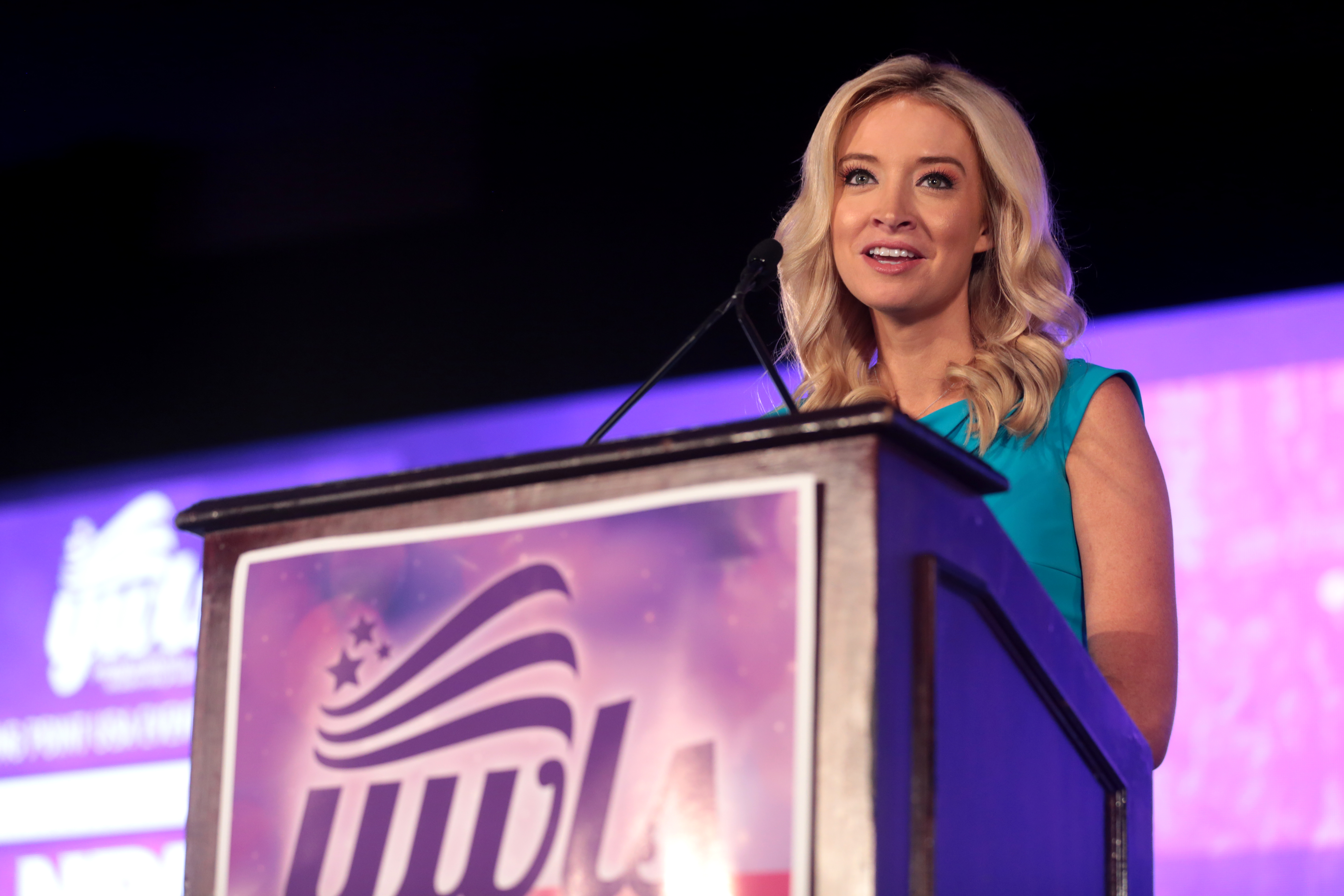
McEnany spricht auf dem Young Women’s Leadership Summit von Turning Point USA (2018)

McEnany bezeichnete sich auf ihrem Twitter-Profil als „christlich“ und „konservativ“. Nach ihrem Wechsel von CNN zu „Real News“, einer Produktion von Donald Trump, bezeichnete die Süddeutsche Zeitung sie als offizielle „Markenbotschafterin Trumps“.
Am 25. Februar 2020 lobte sie in der Trish Regan Show auf Fox Business Network die Art und Weise, wie Trump auf die Coronaviruspandemie reagiert habe:
„Dieser Präsident wird immer Amerika an erste Stelle setzen und die amerikanischen Bürger schützen. Wir werden es nicht erleben, dass Krankheiten wie das Coronavirus hierherkommen werden, wir werden nicht sehen, wie der Terrorismus hierherkommen wird. Und ist das nicht erfrischend im Vergleich zur entsetzlichen Präsidentschaft Obamas?“
(“This president will always put America first, he will always protect American citizens, we will not see diseases like the coronavirus come here, we will not see terrorism come here and isn’t it refreshing when contrasting it with the awful presidency of President Obama.”)
Zu diesem Zeitpunkt hatte es bereits mehrere Fälle von Coronainfektionen in den USA gegeben.